# Oekraïne op het Europees kampioenschap voetbal 2020
Oekraïne was een van de deelnemende landen aan het Europees kampioenschap voetbal 2020. Het was de derde deelname voor het land. Andrij Sjevtsjenko was de bondscoach. Oekraïne werd in de kwartfinale uitgeschakeld door Engeland, wat hun beste resultaat ooit was op een EK.

## Kwalificatie

### Kwalificatieduels
|                                              |          |       |          |                                                                              |
| 22 maart 2019 «onderlinge duels» 19.45 (UTC) | Portugal | 0 − 0 | Oekraïne | Estádio da Luz, Lissabon Toeschouwers: 58.355 Scheidsrechter: Clément Turpin |
| 22 maart 2019 «onderlinge duels» 19.45 (UTC) | Verslag  |       |          | Estádio da Luz, Lissabon Toeschouwers: 58.355 Scheidsrechter: Clément Turpin |

|                                                |            |         |                                      |                                                                                           |
| 25 maart 2019 «onderlinge duels» 20.45 (UTC+1) | Luxemburg  | 1 − 2   | Oekraïne                             | Stade Josy Barthel, Luxemburg-stad Toeschouwers: 4.653 Scheidsrechter: Mattias Gestranius |
| 25 maart 2019 «onderlinge duels» 20.45 (UTC+1) | Turpel 34' | Verslag | 40' Tsihankov 90+3' (e.d.) Rodrigues | Stade Josy Barthel, Luxemburg-stad Toeschouwers: 4.653 Scheidsrechter: Mattias Gestranius |

|                                              |                                                         |         |        |                                                                           |
| 7 juni 2019 «onderlinge duels» 21.45 (UTC+3) | Oekraïne                                                | 5 − 0   | Servië | Arena Lviv, Lviv Toeschouwers: 34.915 Scheidsrechter: Antonio Mateu Lahoz |
| 7 juni 2019 «onderlinge duels» 21.45 (UTC+3) | Tsihankov 26', 27' Konopljanka 46', 75' Jaremtsjoek 58' | Verslag |        | Arena Lviv, Lviv Toeschouwers: 34.915 Scheidsrechter: Antonio Mateu Lahoz |

|                                               |                |         |           |                                                                      |
| 10 juni 2019 «onderlinge duels» 21.45 (UTC+3) | Oekraïne       | 1 − 0   | Luxemburg | Arena Lviv, Lviv Toeschouwers: 34.700 Scheidsrechter: Peter Kralović |
| 10 juni 2019 «onderlinge duels» 21.45 (UTC+3) | Jaremtsjoek 6' | Verslag |           | Arena Lviv, Lviv Toeschouwers: 34.700 Scheidsrechter: Peter Kralović |

|                                                   |          |         |                                         |                                                                       |
| 7 september 2019 «onderlinge duels» 19.00 (UTC+3) | Litouwen | 0 − 3   | Oekraïne                                | LFF-stadion, Vilnius Toeschouwers: 5.067 Scheidsrechter: Irfan Peljto |
| 7 september 2019 «onderlinge duels» 19.00 (UTC+3) |          | Verslag | 7' Zintsjenko 27' Marlos 62' Malinovski | LFF-stadion, Vilnius Toeschouwers: 5.067 Scheidsrechter: Irfan Peljto |

|                                                  |                     |         |          |                                                                              |
| 11 oktober 2019 «onderlinge duels» 21.45 (UTC+3) | Oekraïne            | 2 − 0   | Litouwen | Metaliststadion, Charkov Toeschouwers: 32.500 Scheidsrechter: Harald Lechner |
| 11 oktober 2019 «onderlinge duels» 21.45 (UTC+3) | Malinovski 29', 58' | Verslag |          | Metaliststadion, Charkov Toeschouwers: 32.500 Scheidsrechter: Harald Lechner |

|                                                  |                                                   |         |                    |                                                                           |
| 14 oktober 2019 «onderlinge duels» 21.45 (UTC+3) | Oekraïne                                          | 2 − 1   | Portugal           | NSK Olimpiejsky, Kiev Toeschouwers: 65.883 Scheidsrechter: Anthony Taylor |
| 14 oktober 2019 «onderlinge duels» 21.45 (UTC+3) | Jaremtsjoek 6' Jarmolenko 27' Stepanenko 26', 73' | Verslag | 72' (pen.) Ronaldo | NSK Olimpiejsky, Kiev Toeschouwers: 65.883 Scheidsrechter: Anthony Taylor |

|                                                   |                                 |         |                                |                                                                              |
| 17 november 2019 «onderlinge duels» 15.00 (UTC+1) | Servië                          | 2 − 2   | Oekraïne                       | Rode Sterstadion, Belgrado Toeschouwers: 4.457 Scheidsrechter: Robert Madden |
| 17 november 2019 «onderlinge duels» 15.00 (UTC+1) | Tadić 9' (pen.) A. Mitrović 56' | Verslag | 32' Jaremtsjoek 90+3' Besyedin | Rode Sterstadion, Belgrado Toeschouwers: 4.457 Scheidsrechter: Robert Madden |

### Eindstand groep B
| Nr. | Land      | GW | W | G | V | DV | DT | DS  | Ptn |
| --- | --------- | -- | - | - | - | -- | -- | --- | --- |
| 1   | Oekraïne  | 8  | 6 | 2 | 0 | 17 | 4  | +13 | 20  |
| 2   | Portugal  | 8  | 5 | 2 | 1 | 22 | 6  | +16 | 17  |
| 3   | Servië    | 8  | 4 | 2 | 2 | 17 | 17 | 0   | 14  |
| 4   | Luxemburg | 8  | 1 | 1 | 6 | 7  | 16 | -9  | 4   |
| 5   | Litouwen  | 8  | 0 | 1 | 7 | 5  | 25 | -20 | 1   |

## EK-voorbereiding

### Wedstrijden
|                                              |                 |       |                  |                                                                     |
| 23 mei 2021 «onderlinge duels» 21.00 (UTC+3) | Oekraïne        | 1 – 1 | Bahrein          | Metaliststadion, Charkov Toeschouwers: 0 Scheidsrechter: Pavel Orel |
| 23 mei 2021 «onderlinge duels» 21.00 (UTC+3) | Tsihankov 90+1' |       | 75' (pen.) Saeed | Metaliststadion, Charkov Toeschouwers: 0 Scheidsrechter: Pavel Orel |

|                                              |             |       |               |                                                       |
| 3 juni 2021 «onderlinge duels» 21.00 (UTC+3) | Oekraïne    | 1 – 0 | Noord-Ierland | Dnipro-Arena, Dnipro Scheidsrechter: Szymon Marciniak |
| 3 juni 2021 «onderlinge duels» 21.00 (UTC+3) | Zoebkov 10' |       |               | Dnipro-Arena, Dnipro Scheidsrechter: Szymon Marciniak |

|                                              |                                                                    |       |              |                                                                 |
| 7 juni 2021 «onderlinge duels» 19.00 (UTC+3) | Oekraïne                                                           | 4 – 0 | Cyprus       | Metaliststadion, Charkov Scheidsrechter: Vitālijs Spasjoņņikovs |
| 7 juni 2021 «onderlinge duels» 19.00 (UTC+3) | Jarmolenko 37' (pen.), 65' Zintsjenko 45+2' (pen.) Jaremtsjoek 59' |       | 36' Filiotis | Metaliststadion, Charkov Scheidsrechter: Vitālijs Spasjoņņikovs |

## Het Europees kampioenschap
De loting vond plaats op 30 november 2019 in Boekarest. Oekraïne werd ondergebracht in groep C, samen met Nederland, Oostenrijk en Noord-Macedonië.

### Uitrustingen
Sportmerk: Joma
| Thuis | Uit | Doelman |

### Selectie en statistieken
| Nr. | Naam                 | Geboortedatum | GW |   |   |   |   |   |   | Club             | Positie(s) |
| --- | -------------------- | ------------- | -- | - | - | - | - | - | - | ---------------- | ---------- |
| 1   | Heorhij Boesjtsjan   | 31-05-1994    | 5  | 0 | 0 | 0 | 0 | 0 | 0 | Dynamo Kiev      | GK         |
| 2   | Eduard Sobol         | 20-04-1995    | 1  | 0 | 0 | 0 | 0 | 1 | 0 | Club Brugge      | LB         |
| 3   | Heorhij Soedakov     | 01-09-2002    | 0  | 0 | 0 | 0 | 0 | 0 | 0 | Sjachtar Donetsk | AM         |
| 4   | Serhiy Kryvtsov      | 15-03-1991    | 2  | 0 | 0 | 0 | 0 | 0 | 1 | Sjachtar Donetsk | CB         |
| 5   | Serhiy Sydortsjoek   | 02-05-1991    | 5  | 0 | 1 | 0 | 0 | 1 | 2 | Dynamo Kiev      | CM, DM     |
| 6   | Taras Stepanenko     | 08-08-1989    | 2  | 0 | 0 | 0 | 0 | 0 | 1 | Sjachtar Donetsk | DM, CM     |
| 7   | Andrij Jarmolenko    | 23-10-1989    | 5  | 2 | 1 | 0 | 0 | 0 | 1 | West Ham United  | RW, LW     |
| 8   | Roeslan Malinovski   | 04-05-1993    | 4  | 0 | 0 | 0 | 0 | 1 | 2 | Atalanta Bergamo | AM         |
| 9   | Roman Jaremtsjoek    | 27-11-1995    | 5  | 2 | 0 | 0 | 0 | 0 | 1 | AA Gent          | CF         |
| 10  | Mykola Sjaparenko    | 04-10-1998    | 5  | 0 | 1 | 0 | 0 | 1 | 3 | Dynamo Kiev      | CM         |
| 11  | Marlos               | 07-06-1988    | 2  | 0 | 0 | 0 | 0 | 2 | 1 | Sjachtar Donetsk | RW, LW     |
| 12  | Andrij Pjatov        | 28-06-1984    | 0  | 0 | 0 | 0 | 0 | 0 | 0 | Sjachtar Donetsk | GK         |
| 13  | Illya Zabarnyi       | 01-09-2002    | 5  | 0 | 0 | 0 | 0 | 0 | 0 | Dynamo Kiev      | CB         |
| 14  | Jevhen Makarenko     | 21-05-1991    | 2  | 0 | 0 | 0 | 0 | 2 | 0 | KV Kortrijk      | DM         |
| 15  | Viktor Tsihankov     | 15-11-1997    | 4  | 0 | 0 | 0 | 0 | 4 | 0 | Dynamo Kiev      | AM, RW     |
| 16  | Vitaliy Mykolenko    | 29-05-1999    | 4  | 0 | 0 | 0 | 0 | 0 | 1 | Dynamo Kiev      | LB         |
| 17  | Oleksandr Zintsjenko | 15-12-1996    | 5  | 1 | 0 | 0 | 0 | 0 | 0 | Manchester City  | AM, RW, LW |
| 18  | Roman Bezoes         | 26-09-1990    | 1  | 0 | 0 | 0 | 0 | 1 | 0 | AA Gent          | AM         |
| 19  | Artem Besjedin       | 31-03-1996    | 2  | 0 | 0 | 0 | 0 | 2 | 0 | Dynamo Kiev      | CF         |
| 20  | Oleksandr Zoebkov    | 03-08-1996    | 1  | 0 | 0 | 0 | 0 | 0 | 1 | Ferencvárosi TC  | RW, LW     |
| 21  | Oleksandr Karavajev  | 02-06-1992    | 5  | 0 | 0 | 0 | 0 | 0 | 0 | Dynamo Kiev      | RW, RB, LW |
| 22  | Mykola Matvijenko    | 02-05-1996    | 5  | 0 | 0 | 0 | 0 | 0 | 0 | Sjachtar Donetsk | CB         |
| 23  | Anatolij Troebin     | 01-08-2001    | 0  | 0 | 0 | 0 | 0 | 0 | 0 | Sjachtar Donetsk | GK         |
| 24  | Oleksandr Tymtsjyk   | 20-01-1997    | 0  | 0 | 0 | 0 | 0 | 0 | 0 | Dynamo Kiev      | RB         |
| 25  | Denys Popov          | 17-02-1999    | 0  | 0 | 0 | 0 | 0 | 0 | 0 | Dynamo Kiev      | CB         |
| 26  | Artem Dovbyk         | 21-06-1997    | 1  | 1 | 1 | 0 | 0 | 1 | 0 | SK Dnipro-1      | CF         |

### Wedstrijden
| Nr. | Land            | GW | W | G | V | DV | DT | DS | Ptn |
| --- | --------------- | -- | - | - | - | -- | -- | -- | --- |
| 1   | Nederland       | 3  | 3 | 0 | 0 | 8  | 2  | +6 | 9   |
| 2   | Oostenrijk      | 3  | 2 | 0 | 1 | 4  | 3  | +1 | 6   |
| 3   | Oekraïne        | 3  | 1 | 0 | 2 | 4  | 5  | -1 | 3   |
| 4   | Noord-Macedonië | 3  | 0 | 0 | 3 | 2  | 8  | -6 | 0   |

#### Groepsfase
|                                               |                                         |       |                                |                                                                                 |
| 13 juni 2021 «onderlinge duels» 21:00 (UTC+2) | Nederland                               | 3 – 2 | Oekraïne                       | Johan Cruijff ArenA, Amsterdam Toeschouwers: 15.837 Scheidsrechter: Felix Brych |
| 13 juni 2021 «onderlinge duels» 21:00 (UTC+2) | Wijnaldum 52' Weghorst 59' Dumfries 85' |       | 75' Jarmolenko 79' Jaremtsjoek | Johan Cruijff ArenA, Amsterdam Toeschouwers: 15.837 Scheidsrechter: Felix Brych |

|                                               |                                |       |                 |                                                                                    |
| 17 juni 2021 «onderlinge duels» 16:00 (UTC+3) | Oekraïne                       | 2 – 1 | Noord-Macedonië | Arena Națională, Boekarest Toeschouwers: 10.001 Scheidsrechter: Fernando Rapallini |
| 17 juni 2021 «onderlinge duels» 16:00 (UTC+3) | Jarmolenko 29' Jaremtsjoek 34' |       | 57' Alioski     | Arena Națională, Boekarest Toeschouwers: 10.001 Scheidsrechter: Fernando Rapallini |

|                                               |          |                 |            |                                                                              |
| 21 juni 2021 «onderlinge duels» 19:00 (UTC+3) | Oekraïne | 0 – 1           | Oostenrijk | Arena Națională, Boekarest Toeschouwers: 10.472 Scheidsrechter: Cüneyt Çakır |
| 21 juni 2021 «onderlinge duels» 19:00 (UTC+3) |          | 21' Baumgartner |            | Arena Națională, Boekarest Toeschouwers: 10.472 Scheidsrechter: Cüneyt Çakır |

#### Achtste finale
|                                               |                            |              |                              |                                                                          |
| 29 juni 2021 «onderlinge duels» 20:00 (UTC+1) | Zweden                     | 1 – 2 (n.v.) | Oekraïne                     | Hampden Park, Glasgow Toeschouwers: 9.221 Scheidsrechter: Daniele Orsato |
| 29 juni 2021 «onderlinge duels» 20:00 (UTC+1) | Forsberg 43' Danielson 99' |              | 27' Zintsjenko 120+1' Dovbyk | Hampden Park, Glasgow Toeschouwers: 9.221 Scheidsrechter: Daniele Orsato |

#### Kwartfinale
|                                              |          |                                           |          |                                                                        |
| 3 juli 2021 «onderlinge duels» 21:00 (UTC+2) | Oekraïne | 0 – 4                                     | Engeland | Stadio Olimpico, Rome Toeschouwers: 11.880 Scheidsrechter: Felix Brych |
| 3 juli 2021 «onderlinge duels» 21:00 (UTC+2) |          | 4', 50' Kane 46' Maguire 63' J. Henderson |          | Stadio Olimpico, Rome Toeschouwers: 11.880 Scheidsrechter: Felix Brych |

FFOe · A-internationals · Bondscoaches · Statistieken · Oekraïens vrouwenelftal · Olympisch elftal · Oekraïne U21 · Oekraïne U20 · Oekraïne U19 · Oekraïne U18 · Oekraïne U17 · Oekraïne U16
1992 – 1999 · 
2000 – 2009 · 
2010 – 2019 · 
2020 – 2029
EK's: 1992** · 
1996 · 
2000 · 
2004 · 
2008 · 
2012 · 
2016 · 
2020 · 
2024
WK's: 1994 · 
1998 · 
2002 · 
2006 · 
2010 · 
2014 · 
2018 ·
2022
1992 · 
1993 · 
1994 · 
1995 · 
1996 · 
1997 · 
1998 · 
1999 · 
2000 · 
2001 · 
2002 · 
2003 · 
2004 · 
2005 · 
2006 · 
2007 · 
2008 · 
2009 · 
2010 · 
2011 · 
2012 · 
2013 · 
2014 · 
2015 ·
2016 ·
2017 ·
2018 ·
2019 ·
2020 ·
2021
Albanië ·
Andorra ·
Armenië ·
Azerbeidzjan ·
Bahrein ·
België ·
Bosnië en Herzegovina ·
Brazilië ·
Bulgarije ·
Canada ·
Chili ·
Costa Rica ·
Cyprus ·
Denemarken ·
Duitsland ·
Engeland ·
Estland ·
Faeröer ·
Finland · 
Frankrijk ·
Georgië ·
Griekenland ·
Hongarije ·
Ierland ·
IJsland ·
Iran ·
Israël ·
Italië ·
Japan ·
Joegoslavië ·
Kameroen · 
Kazachstan ·
Kosovo ·
Kroatië ·
Letland ·
Libië ·
Litouwen ·
Luxemburg ·
Malta ·
Marokko ·
Mexico ·
Moldavië ·
Montenegro ·
Nederland ·
Niger ·
Nigeria ·
Noord-Ierland ·
Noord-Macedonië ·
Noorwegen ·
Oezbekistan ·
Oostenrijk ·
Polen ·
Portugal ·
Roemenië ·
Rusland ·
San Marino ·
Saoedi-Arabië ·
Schotland ·
Servië ·
Servië en Montenegro ·
Slovenië ·
Slowakije ·
Spanje ·
Tsjechië ·
Tunesië ·
Turkije ·
Uruguay ·
Verenigde Arabische Emiraten ·
Verenigde Staten ·
Wales ·
Wit-Rusland ·
Zuid-Korea ·
Zweden ·
Zwitserland
Duitsland (2016) ·
Engeland (2012) · 
Engeland (2021) ·
Frankrijk (2012) · 
Italië (2006) · 
Nederland (2021) · 
Noord-Ierland (2016) · 
Noord-Macedonië (2021) · 
Oostenrijk (2021) · 
Saoedi-Arabië (2006) ·
Spanje (2006) ·
Tunesië (2006) ·
Zweden (2012) · 
Zweden (2021) · 
Zwitserland (2006)
** = Onder de naam Gemenebest van Onafhankelijke Staten
1 Boesjtsjan ·
2 Sobol ·
3 Soedakov ·
4 Kryvtsov ·
5 Sydortsjoek ·
6 Stepanenko ·
7 Jarmolenko ·
8 Malynovskyj ·
9 Jaremtsjoek ·
10 Sjaparenko ·
11 Marlos ·
12 Pjatov  ·
13 Zabarnyj ·
14 Makarenko ·
15 Tsyhankov ·
16 Mykolenko ·
17 Zintsjenko ·
18 Bezoes ·
19 Besjedin ·
20 Zoebkov ·
21 Karavajev ·
22 Matvijenko ·
23 Troebin ·
24 Tymtsjyk ·
25 Popov ·
26 Dovbyk ·
Coach: Sjevtsjenko